# Hugo Helmigs diskografi
|  | Sammenskrivningsforslag Artiklen Hugo Helmigs diskografi er foreslået føjet ind i Hugo Helmig. (Siden december 2022) Diskutér forslaget |

Den danske sanger og sangskriver Hugo Helmig (1998–2022) fik sin musikdebut i 2017 med sangen "Please Don’t Lie". Frem til sin død nåede han at udgive ét studiealbum, tre EP’er, ti singler og syv musikvideoer. Seks ud af ti singler indtog en plads på den danske hitliste. Hertil opnåede sangene "Please Don’t Lie" og "Wild" nummer 3 på den tyske hitliste.
I 2018 medvirkede Hugo Helmig som backingvokal på sin far Thomas Helmigs studiealbum Takker på sangene "Vi Er De Eneste", "Hold Fast" og "Burberry og L’Occitane".

## Album

### Studiealbum
| Titel                                                    | Album detaljer                                                                       | Placeringer fra hitlisterne |
| Titel                                                    | Album detaljer                                                                       | DK                          |
| -------------------------------------------------------- | ------------------------------------------------------------------------------------ | --------------------------- |
| Juvenile                                                 | - Udgivet: 1 marts 2019 Pladeselskab: The Bank Music - Formater: CD, LP og Streaming | 11                          |
| "—" markerer en udgivelse der ikke opnåede en placering. |                                                                                      |                             |

### EP'er
| Titel                                                    | Album detaljer                                                              | Placeringer fra hitlisterne |
| Titel                                                    | Album detaljer                                                              | DK                          |
| -------------------------------------------------------- | --------------------------------------------------------------------------- | --------------------------- |
| Promise                                                  | - Udgivet: 23 marts 2018 Pladeselskab: The Bank Music - Formater: Streaming | 8                           |
| Lulu vol. 1                                              | - Udgivet: 27 Marts 2020 Pladeselskab: The Bank Music - Formater: Streaming | —                           |
| Lulu vol. 2                                              | - Udgivet: 25 Juni 2021 Pladeselskab: The Bank Music - Formater: Streaming  | —                           |
| "—" markerer en udgivelse der ikke opnåede en placering. |                                                                             |                             |

### Uudgivne EP'er
| Titel       | Evt. planlagt udgivelses år | Yderligere info |
| ----------- | --------------------------- | --- |
| Lulu vol. 3 | 2021 til 2023               | EP'en ''Lulu vol. 3'', var den planlagte efterfølger til EP'en Lulu vol. 2' fra 2021. EP'en blev droppet grundet Hugo Helmig's beslutning om at indstille karrieren i slut 2021 . Det er uvist hvornår Lulu vol. 3 var sat til udgivelse. |

## Singler
| Titel                                                    | År   | Placeringer fra hitlisterne | Placeringer fra hitlisterne | Placeringer fra hitlisterne | Certificeringer | Album/EP         |
| Titel                                                    | År   | DK                          | BEL                         | DE                          | Certificeringer | Album/EP         |
| -------------------------------------------------------- | ---- | --------------------------- | --------------------------- | --------------------------- | --------------- | ---------------- |
| "Please Don't Lie"                                       | 2017 | 1                           | 5                           | 3                           | - IFPI: Platin  | Promise          |
| "Eyes Wide Shut"                                         | 2017 | 12                          | —                           | —                           |                 | Promise          |
| "Times of War"                                           | 2018 | 88                          | —                           | —                           |                 | Promise          |
| "Wild"                                                   | 2018 | 1                           | —                           | 3                           | - IFPI: Platin  | Juvenile         |
| "Young Like This"                                        | 2019 | 3                           | —                           | —                           |                 | Juvenile         |
| "Curtains of My Life"                                    | 2020 | 31                          | —                           | —                           |                 | Lulu vol. 1      |
| "Sooner or Later" (ft. Lukas Graham)                     | 2020 | 10                          | —                           | —                           |                 | Non album-single |
| "Champagne Problems"                                     | 2020 | 10                          | —                           | —                           |                 | Non album-single |
| "Wake Up"                                                | 2021 | 26                          | —                           | —                           |                 | Lulu vol. 2      |
| "I Don't Belong"                                         | 2021 | —                           | —                           | —                           |                 | Lulu vol. 2      |
| "—" markerer en udgivelse der ikke opnåede en placering. |      |                             |                             |                             |                 |                  |

Som gæstevokal
| Titel                                                    | År   | Placeringer fra hitlisterne | Album  |
| Titel                                                    | År   | DK                          | Album  |
| -------------------------------------------------------- | ---- | --------------------------- | ------ |
| "Vi Er De Eneste" (som backingvocal)                     | 2018 | 17                          | Takker |
| "Hold Fast" (som backingvocal)                           | 2018 | —                           | Takker |
| "Burberry og L'Occitane" (som backingvocal)              | 2018 | —                           | Takker |
| "—" markerer en udgivelse der ikke opnåede en placering. |      |                             |        |

## Musikvideoer
| Navn                                 | År   |
| ------------------------------------ | ---- |
| "Please Don't Lie"                   | 2017 |
| "Wild"                               | 2018 |
| "Young Like This"                    | 2019 |
| "Curtains of My Life"                | 2020 |
| "Sooner or Later" (ft. Lukas Graham) | 2020 |
| "Champagne Problems"                 | 2020 |
| "Wake Up"                            | 2021 |